# Kazanska cerkev, Sankt Peterburg
Kazanska cerkev ali Kazanski kafedralni sobor (rusko: Kazáнский кафедра́льный собо́р), znan tudi kot Cerkev Kazanske Božje matere, je cerkev ruske pravoslavne cerkve na Nevskem prospektu v Sankt Peterburgu. Posvečena je Kazanski Materi Božji, eni najbolj cenjenih ikon v Rusiji.

## Zgodovina
Gradnja cerkve se je začela leta 1801 in nadaljevala deset let pod nadzorom Aleksandra Sergejeviča Stroganova. Po dokončanju leta 1811 je nov tempelj nadomestil cerkev rojstva Matere Božje, ki je bila podrta ob posvetitvi Kazanske cerkve.
Arhitekt Andrej Voronihin  je oblikoval stavbo po baziliki svetega Petra v Rimu. Nekateri umetnostni zgodovinarji trdijo, da je car Pavel (vladal 1796-1801) nameraval na drugi strani Nevskega prospekta zgraditi podobno cerkev, ki bi zrcalila Kazansko, vendar se takšni načrti niso uresničili. Čeprav Ruska pravoslavna cerkev močno  nasprotovala načrtom, da bi v takratni prestolnici Rusije ustvarili repliko katoliške bazilike, je več dvorjanov podprlo Voronihinovo zasnovo v slogu empir.
Potem ko je Napoleon napadel Rusijo (1812) in je vrhovni poveljnik Mihail Kutuzov zaprosil za pomoč Kazansko Mati Božjo, se je namen cerkve spremenil. Ruska vojska je cerkev videla predvsem kot spomin na njihovo zmago nad Napoleonom. Kutuzov sam je bil interniran v cerkvi leta 1813. Aleksander Puškin je pisal slavne vrstice, meditirajoč nad grobnico. Leta 1815 je ključe od sedemnajstih mest in osem trdnjav zmagovalna ruska vojska prinesla iz Evrope in jih postavila v zakristijo cerkve. Leta 1837 je Boris Orlovsky zasnoval dva bronasta kipa, Kutuzova in Barclayja de Tollyja, ki stojita pred cerkvijo.
Leta 1876 je bila pred Kazansko cerkvijo demonstracija, prva politična demonstracija v Rusiji. Po ruski revoluciji leta 1917 so januarja 1932 oblasti cerkev zaprle. Novembra 1932 se jo ponovno odprli kot pro-marksistični Muzej zgodovine religije in ateizma  ali, kot je rekel nek sodobni pisatelj, »največji antireligiozni muzej Leningrada«, skupaj s španskimi inkvizicijskimi voščenimi deli . Obredi so se obnovili leta 1992, štiri leta kasneje pa je bila cerkev vrnjena Ruski pravoslavni cerkvi. Od leta 2017 deluje kot matična cerkev metropolita Sankt Peterburga.

## Arhitektura
Cesar Pavel I. je tik pred umorom dal ukaz, da se postavi cerkev v slogu svetega Petra. Vendar je graditelj Andrej Voronihin to močno spremenil z elementi sodobne klasicistične arhitekture, tako da danes samo kolonade in kupola spominjajo na rimski model, vendar ne da bi v celoti dosegli njihov monumentalni učinek.
Oboki osrednje ladje, kora in transeptov segajo od osrednje kupole v obliki latinskega križa. Oboki ležijo na višini ravnih stropov stranskih ladij.
Da bi združil usmeritev kora proti vzhodu, ki se tradicionalno uporablja v krščanskih cerkvah, s carsko željo po reprezentativni usmeritvi proti Nevskemu prospektu, je Voronihin postavil vhodno os na severni strani. Tu štiri vrste stebrov kolonad obdajajo polkrožno, torej dlje kot sprednja stena v Rimu se odpira navzven in konča pri Nevskem prospektu z monumentalnimi vrati. Vsi trije vhodi so zasnovani kot strogo klasicistični potrik. Bronasta vrata severnega vhoda so kopije rajskih vrat Lorenza Ghibertija pri krstilnici v Firencah.
Notranjost cerkve s številnimi stebri odmeva po zunanji kolonadi in spominja na palačno dvorano. Dolga je 69 metrov in visoka 62 metrov. V notranjosti so številne skulpture in ikone, ki so jih ustvarili najboljši ruski umetniki tistega časa. Kovana rešetka, ki ločuje cerkev od majhnega trga za njo, je včasih navedena kot ena izmed najboljših, kar jih je bilo kdaj koli narejenih.
Ogromna bronasta vrata so ena od štirih kopij originalnih vrat baptisterija v Firencah v Italiji (ostala tri so v Grace Cathedral v San Franciscu v Združenih državah Amerike v muzeju umetnosti Nelson-Atkins v Kansas Cityju v ZDA in v sami Firenški krstilnici).
Kazanska cerkev velja za model neoklasicističnega sloga Helsinške stolnice, ki je ena najbolj ikoničnih znamenitosti Helsinkov na Finskem. 

## Uporaba
Po Napoleonovem porazu v ruski kampanji leta 1813 se je cerkev razvila v spominsko cerkev v spomin na to zmago. V cerkvi je grobnica zmagovitega feldmaršala Mihaela Illarionoviča Kutuzova - domnevno na mestu, kjer je pred vojno z Napoleonom molil. Zastave in trofeje, ki so jih zajeli Francozom, obkrožajo grobnico osebe, ki je bila tu pokopana leta 1813, na primer ključi osvojenih trdnjav v Bremnu, Geertruidenbergu in Avesnesu.
Popolno ohranjen ikonostas vsebuje tudi kopijo ikone Kazanske Matere Božje. Marijina ikona te vrste pri vernikih velja za zaščitnico ruskega naroda.
Na trgu pred cerkvijo je 6. decembra 1876 potekala prva socialno revolucionarna demonstracija na ruskih tleh, ki jo je med drugim organiziral Georgi Valentinovič Plekanov.